# West Indies Cricket Team gegen Afghanistan in der Saison 2019/20
Die Tour des West Indies Cricket Teams gegen Afghanistan in der Saison 2019/20 fand vom 5. bis zum 29. November 2019 in Indien statt. Die internationale Cricket-Tour war Bestandteil der Internationalen Cricket-Saison 2019/20 und umfasste ein Test, drei One-Day Internationals und drei Twenty20s. West Indies gewann die Test-Serie 1–0 und die ODI-Serie 3–0, während Afghanistan die Twenty20-Serie 2–1 gewann.

## Vorgeschichte
Afghanistan spielte zuvor ein Drei-Nationen-Turnier in Bangladesch, für die West Indies war es die erste Tour der Saison. Das letzte Aufeinandertreffen der beiden Mannschaften bei einer Tour fand in der Saison 2017 in den West Indies statt. Auf Grund mangelnder Hotelkapazitäten entschied man sich die Tour nicht in Dehradun auszutragen, wo Afghanistan bisher seine Heimspiele austrug, sondern nach Lucknow umzuziehen.

## Stadion
Das folgende Stadion wurde für die Tour als Austragungsort festgelegt.
| Stadion                                                      | Stadt   | Kapazität | Spiele                            |
| ------------------------------------------------------------ | ------- | --------- | --------------------------------- |
| Bharat Ratna Shri Atal Bihari Vajpayee Ekana Cricket Stadium | Lucknow | 50.000    | 1. Test; 1. – 3. ODI; 1. – 3. T20 |

## Kaderlisten
Afghanistan benannte seine Kader am 25. Oktober 2019.
Die West Indies benannten ihren ODI-Kader am 15. Oktober 2019.
| Test | Test | ODI | ODI | Twenty20 | Twenty20 |
| Afghanistan | West Indies | Afghanistan | West Indies | Afghanistan | West Indies |
| --- | --- | --- | --- | --- | --- |
| - Rashid Khan (K) - Asghar Afghan - Qais Ahmad - Javed Ahmadi - Yamin Ahmadzai - Ikram Alikhil (wk) - Amir Hamza - Ihsanullah - Nasir Jamal - Karim Janat - Zahir Khan - Nijat Masood - Rahmat Shah - Ibrahim Zadran - Afsar Zazai | - Jason Holder (K) - Sunil Ambris - Kraigg Brathwaite - Shamarh Brooks - John Campbell - Roston Chase - Rahkeem Cornwall - Shane Dowrich (wk) - Shimron Hetmyer - Shai Hope (wk) - Alzarri Joseph - Keemo Paul - Kemar Roach - Jomel Warrican | - Rashid Khan (K) - Asghar Afghan - Javed Ahmadi - Yamin Ahmadzai - Ikram Alikhil - Sharafuddin Ashraf - Karim Janat - Mohammad Nabi - Gulbadin Naib - Rahmat Shah - Naveen-ul-Haq - Mujeeb Ur Rahman - Afsar Zazai (wk) - Hazratullah Zazai - Ibrahim Zadran - Najibullah Zadran | - Kieron Pollard (K) - Sunil Ambris - Roston Chase - Sheldon Cottrell - Shimron Hetmyer - Jason Holder - Shai Hope (wk) - Alzarri Joseph - Brandon King - Evin Lewis - Keemo Paul - Khary Pierre - Nicholas Pooran - Romario Shepherd - Hayden Walsh Jr. | - Rashid Khan (K) - Asghar Afghan - Fareed Ahmad - Javed Ahmadi - Yamin Ahmadzai - Sharafuddin Ashraf - Rahmanullah Gurbaz - Karim Janat - Mohammad Nabi - Gulbadin Naib - Sayed Shirzad - Naveen-ul-Haq - Mujeeb Ur Rahman - Ibrahim Zadran - Hazratullah Zazai - Najibullah Zadran | - Kieron Pollard (K) - Fabian Allen - Sheldon Cottrell - Shimron Hetmyer - Jason Holder - Shai Hope - Alzarri Joseph - Brandon King - Evin Lewis - Keemo Paul - Khary Pierre - Nicholas Pooran - Denesh Ramdin - Sherfane Rutherford - Lendl Simmons - Hayden Walsh Jr. - Kesrick Williams |

## Tour Matches
| 4. November Scorecard | Lucknow | West Indians 156 (38.5)           | – | Afghanistan 160-6 (34.5) |
|                       |         | Afghanistan gewinnt mit 4 Wickets |   |                          |

| 20. – 23. November Scorecard | Lucknow | West Indians 168 (59.3) & 297 (75.2) | – | Afghanistan XI 158 (67.1) & 182-3 (54) |
|                              |         | Remis                                |   |                                        |

## One-Day Internationals

### Erstes ODI in Lucknow
| 6. November Scorecard | Lucknow | Afghanistan 194 (45.2)            | – | West Indies 197-3 (46.3) |
|                       |         | West Indies gewinnt mit 7 Wickets |   |                          |

### Zweites ODI in Lucknow
| 9. November Scorecard | Lucknow | West Indies 247-9 (50)          | – | Afghanistan 200 (45.4) |
|                       |         | West Indies gewinnt mit 47 Runs |   |                        |

### Drittes ODI in Lucknow
| 11. November Scorecard | Lucknow | Afghanistan 249-7 (50)            | – | West Indies 253-5 (48.4) |
|                        |         | West Indies gewinnt mit 5 Wickets |   |                          |

Es war der Erste Gewinn einer ODI-Serie für die West Indies seit sie im August 2014 Bangladesch besiegten.

## Twenty20 Internationals

### Erstes Twenty20 in Lucknow
| 14. November Scorecard | Lucknow | West Indies 164-5 (20)          | – | Afghanistan 134-9 (20) |
|                        |         | West indies gewinnt mit 30 Runs |   |                        |

### Zweites Twenty20 in Lucknow
| 16. November Scorecard | Lucknow | Afghanistan 147-7 (20)          | – | West Indies 106-8 (20) |
|                        |         | Afghanistan gewinnt mit 41 Runs |   |                        |

### Drittes Twenty20 in Lucknow
| 17. November Scorecard | Lucknow | Afghanistan 156-8 (20)          | – | West Indies 127-7 (20) |
|                        |         | Afghanistan gewinnt mit 29 Runs |   |                        |

## Test in Lucknow
| 27. – 29. November Scorecard | Lucknow | Afghanistan 187 (68.3) & 120 (43.1) | – | West Indies 277 (83.3) & 33-1 (6.2) |
|                              |         | West Indies gewinnt mit 9 Wickets   |   |                                     |